# Symblepharon
Symblepharon, symblefaron – stan, w którym powieki są przyrośnięte do gałki ocznej. Może to być cecha nabyta lub wada wrodzona i zwykle jest rezultatem bliznowacenia i utworzenia łącznotkankowych zrostów między spojówką powieki a spojówką gałki ocznej.